# Sociedad Española de Construcciones Aeronáuticas y Similares
La Sociedad Española de Construcciones Aeronáuticas y Similares fue la primera empresa española dedicada exclusivamente a la construcción de aviones. Fue creada en Madrid en 1915 y tuvo su fábrica en Santander hasta 1919.

## Historia
En 1914 estalló la Primera Guerra Mundial, y los ejércitos europeos comenzaron a utilizar a los aviones con un fin bélico. El Servicio de Aeronáutica Militar español, creado en 1913, contaba con aviones comprados al Imperio Austrohúngaro, Francia o al Reino Unido, y se empezó a interesar en la idea de utilizar aviones fabricados en España.
En 1915 se constituyó en Madrid la Sociedad Española de Construcciones Aeronáuticas y Similares (SECAS), con el objetivo de fabricar aviones de caza con motor español y ametralladoras Hotchkiss y aviones de bombardeo (ambos para la Aviación Militar) e hidroaviones para la Marina. El capital inicial de la empresa fue de un millón de pesetas, y su Consejo de Administración quedó presidido por el conde de Maceda.
Santander fue la ciudad elegida para la instalación de la fábrica. Esta se situó en el barrio de La Albericia, donde ya existía un aeródromo desde 1910. La fama de pilotos cántabros como Juan Pombo Ibarra o Salvador Hedilla, que habían demostrado sus habilidades en España, Francia o Cuba, ayudó a que la capital cántabra fuera designada sede de la factoría.

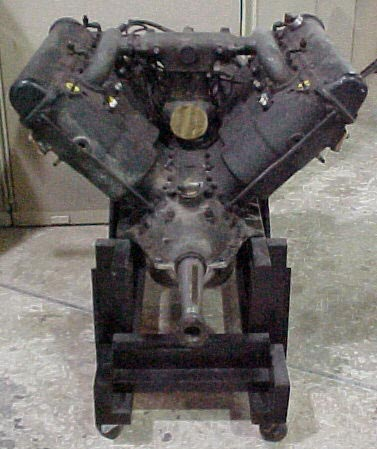
Motor de aviación Hispano de 140 CV construido durante la Primera Guerra Mundial.

La dirección técnica de la fábrica recayó en el propio Juan Pombo, que también se encargaría de realizar los vuelos de prueba de los aparatos. Por su parte, el ingeniero Luis de Acedo estuvo al frente de los talleres. Al no haber una mano de obra cualificada en España, se contrató a cuatro obreros especializados en áreas similares de la industria santanderina, a los que se llevó a trabajar a la fábrica de aviones Morane-Saulnier en Francia durante dos meses.
Mientras la SECAS ofreció a la Aviación Militar la construcción de un avión monoplano de un solo motor, o de un biplano, monomotor o bimotor. La opción elegida fue finalmente la de un biplano monomotor, que se inspiraría en el fabricado por Morane-Saulnier, y que montaría un motor Hispano de 140 cv.
En 1916 comenzó la fabricación en una nave situada en la calle Castilla de Santander, dado que la fábrica no se terminó hasta la primavera, momento en el cual la producción pasó a La Albericia. En septiembre Juan Pombo realizó el vuelo de prueba del primero de los catorce aviones de la primera serie. Una vez pasadas las pruebas, cada uno de los aviones era desmontado para su envío a Madrid, donde se volvían a probar en la base aérea de Cuatro Vientos. En abril de 1917 fue entregado el último avión de la primera serie.
Ese mismo año de 1917 la empresa decidió paralizar la actividad de la fábrica santanderina ante la escasez de material necesario para la fabricación de aviones, provocado por el conflicto bélico en Europa. Sin embargo el final de la guerra en 1918 no significó el regreso de la producción, y la factoría fue definitivamente desmantelada en 1919.